# Black Country
Black Country (literalment ‘País Negre’ en anglès) és una zona difusament definida de la conurbació dels Midlands Occidentals formada al comtat dels Midlands Occidentals, a Anglaterra, al nord-oest de Birmingham i al sud-est de Wolverhampton. A la fi del segle xix, aquesta zona es va convertir en una de les més intensament industrialitzades del Regne Unit. Les mines de carbó del sud de Staffordshire, el procés d'obtenció de carbó de coc, i les foses de ferro i acereries que empraven el carbó local per alimentar els seus forns, produïen un nivell de pol·lució atmosfèrica igualat en pocs llocs del món.
El concepte de Black Country és relativament recent com a entitat, encara que l'expressió es va originar en els anys 1840. La creença popular pren la contaminació originada per la indústria pesant que cobria la zona de negre sutge com a l'origen de l'expressió. S'explica una anècdota (de dubtosa autenticitat) sobre com la Reina Victòria del Regne Unit ordenava baixar les persianes del seu carruatge en passar el tren reial per la regió. No obstant això, els historiadors suggereixen que és probable que el nom existís ja abans de la Revolució Industrial, perquè els filons de carbó negre apuntaven a la superfície dels cingles de la regió, i la presència d'aquest carbó donava un aspecte natural molt negre a tot el sòl.